# With You (canção de Chris Brown)
"With You" é uma canção de Chris Brown. Foi lançada com terceiro single de seu segundo álbum de estúdio Exclusive. 
A música foi produzida pela Stargate, que também produziu "Unfaithful" e Hate That I Love You" da Rihanna, "Sexy Love" de Ne-Yo e "Irreplaceable" de Beyoncé. O remix oficial tem a participação de Karina Pasian. Essa música também foi uma das músicas que tocaram no Victoria's Secret fashion show 2008, no bloco Ballet de Fleurs. Em 2008, foi a quinta música mais tocada no Brasil, de acordo com a Crowley Broadcast Analysis.

## Desempenho nas paradas musicais
| Parada musical(2008)                           | Melhor posição |
| ---------------------------------------------- | -------------- |
| Austrália (ARIA)                               | 5              |
| Áustria (Ö3 Austria Top 75)                    | 42             |
| Canadá (Canadian Hot 100)                      | 2              |
| Dinamarca (Hitlisten)                          | 22             |
| Europa (Billboard European Hot 100 Singles)    | 15             |
| França (SNEP)                                  | 11             |
| O campo songid é OBRIGATÓRIO PARA PARADA ALEMÃ | 33             |
| Irlanda (IRMA)                                 | 3              |
| Países Baixos (Single Top 100)                 | 56             |
| Nova Zelândia (Recorded Music NZ)              | 1              |
| Eslováquia (Rádio Top 100)                     | 44             |
| Suécia (Sverigetopplistan)                     | 31             |
| Suíça (Schweizer Hitparade)                    | 24             |
| Reino Unido (UK Singles Chart)                 | 8              |
| Estados Unidos (Billboard Hot 100)             | 2              |
| Estados Unidos (Billboard R&B/Hip-Hop Songs)   | 5              |
| Estados Unidos (Billboard Mainstream Top 40)   | 1              |